# 2005/2006 ISUジュニアグランプリシリーズ
2005/2006 ISUジュニアグランプリシリーズ（2005/2006 ISU Junior Series of Figure Skating）は、国際スケート連盟が承認するフィギュアスケート・アイスダンスにおける2005-2006年シーズンのISUジュニアグランプリの総称。

## 概要
当シリーズでは、8大会での総合成績が上位となった男子シングルの9人、女子シングルの8人とペア、アイスダンスの各8組がJGPファイナルに進んだ。

## 開催地と日程
- JGPスケートスロバキア（ブラチスラヴァ）：2005年9月1日-4日
- JGPアンドラ杯（カニーリョ）：2005年9月8日-11日
- JGPタリン杯（タリン）：2005年9月15日-18日
- JGPモントリオール（モントリオール）：2005年9月22日-25日
- JGPソフィア杯（ソフィア）：2005年9月29日-10月2日
- JGPクロアチア杯（ザグレブ）：2005年10月6日-9日
- JGPバルト杯（グダニスク）：2005年10月13日-16日
- JGPSBC杯（岡谷市）：2005年10月20日-23日
- ISU JGPファイナル（オストラヴァ）：2005年11月24日-27日

## 競技結果

### 男子シングル
| 大会名                | 金                             | 銀                         | 銅                             |
| JGPスケートスロバキア | アレクサンドル・ウスペンスキー | スティーブン・キャリエール | フィリップ・ティッシェンドルフ |
| JGPアンドラ杯         | 柴田嶺                         | アドリアン・シュルタイス   | ジョフリー・ヴァーナー         |
| JGPタリン杯           | トミー・スティーンバーグ       | 森永浩介                   | イワン・トレチャコフ           |
| JGPモントリオール     | パトリック・チャン             | 小塚崇彦                   | Craig Ratterree                |
| JGPソフィア杯         | スティーブン・キャリエール     | Traighe Rouse              | セルゲイ・ボロノフ             |
| JGPクロアチア杯       | アドリアン・シュルタイス       | ジョフリー・ヴァーナー     | 柴田嶺                         |
| JGPバルト杯           | アレクサンドル・ウスペンスキー | オースティン・カナラカン   | 楊超                           |
| JGPSBC杯              | 小塚崇彦                       | 関金林                     | セルゲイ・ボロノフ             |
| ISU JGPファイナル     | 小塚崇彦                       | オースティン・カナラカン   | ジョフリー・ヴァーナー         |

### 女子シングル
| 大会名                | 金                           | 銀                         | 銅                           |
| JGPスケートスロバキア | 金妍兒                       | 澤田亜紀                   | エレーネ・ゲデヴァニシヴィリ |
| JGPアンドラ杯         | 浅田舞                       | クリスティン・ズコウスキー | ラウラ・レピスト             |
| JGPタリン杯           | エレーネ・ゲデヴァニシヴィリ | ヴェロニカ・クロポチナ     | キーラ・コルピ               |
| JGPモントリオール     | 北村明子                     | メーガン・オスター         | ローラ・デュテルトル         |
| JGPソフィア杯         | 金妍兒                       | ケイティ・テイラー         | ジュリアナ・カンナロッゾ     |
| JGPクロアチア杯       | ヴェロニカ・クロポチナ       | 武田奈也                   | クリスティン・ズコウスキー   |
| JGPバルト杯           | 井上はるか                   | 北村明子                   | 許斌姝                       |
| JGPSBC杯              | 澤田亜紀                     | 許斌姝                     | ジュリアナ・カンナロッゾ     |
| ISU JGPファイナル     | 金妍兒                       | 澤田亜紀                   | 許斌姝                       |

### ペア
| 大会名                | 金                                                | 銀                                                          | 銅                                                |
| JGPスケートスロバキア | マリエル・ミラー and ロックニ・ブルーベイカー     | ヴァレリア・シマコワ and アントン・トカレフ                 | Theresa Mailling and Dominique Welsh              |
| JGPアンドラ杯         | ビアンカ・バトラー and ジョーゼフ・ジェイコブセン | ジュリア・ウラソフ and ドリュー・ミーキンス                 | Ekaterina Ragozina and Pavel Sliusarenko          |
| JGPタリン杯           | アーリン・スミス and ウィル・キットウッド         | Elizaveta Levshina and Konstantin Gavrin                    | Lilly Pixley and John Salway                      |
| JGPモントリオール     | ヴァレリア・シマコワ and アントン・トカレフ       | エカテリーナ・シェレメティエワ and ミハイル・クズネツォフ   | Michelle Cronin and Brian Shales                  |
| JGPソフィア杯         | マリエル・ミラー and ロックニ・ブルーベイカー     | ケンドラ・モイル and アンディー・サイツ                     | Elizaveta Levshina and Konstantin Gavrin          |
| JGPクロアチア杯       | ブリジット・ナミオトカ and ジョン・コフリン       | クセニア・クラシルニコワ and コンスタンチン・ベズマテルニフ | ジュリア・ウラソフ and ドリュー・ミーキンス       |
| JGPバルト杯           | アーリン・スミス and ウィル・キットウッド         | エカテリーナ・ワシリエワ and アレクサンドル・スミルノフ     | Angelika Pylkina and Niklas Hogner                |
| JGPSBC杯              | ケンドラ・モイル and アンディー・サイツ           | クセニア・クラシルニコワ and コンスタンチン・ベズマテルニフ | ビアンカ・バトラー and ジョーゼフ・ジェイコブセン |
| ISU JGPファイナル     | ヴァレリア・シマコワ and アントン・トカレフ       | ジュリア・ウラソフ and ドリュー・ミーキンス                 | マリエル・ミラー and ロックニ・ブルーベイカー     |

### アイスダンス
| 大会名                | 金                                                      | 銀                                                | 銅                                                      |
| JGPスケートスロバキア | ナタリア・ミハイロワ and アルカジー・セルゲーエフ       | アンナ・カッペリーニ and ルカ・ラノッテ           | トリナ・プラット and トッド・ギレス                     |
| JGPアンドラ杯         | テッサ・ヴァーチュ and スコット・モイア                 | メリル・デイヴィス and チャーリー・ホワイト       | Ksenia Antonova and Roman Mylnikov                      |
| JGPタリン杯           | アナスタシア・ゴルシュコワ and イリヤ・トカチェンコ     | アリー・ハン＝マッカーディ and マイケル・コレノ   | グレテ・グリュンベルク and クリスティアン・ランド       |
| JGPモントリオール     | テッサ・ヴァーチュ and スコット・モイア                 | エカテリーナ・ボブロワ and ドミトリー・ソロビエフ | Mylene Lamoureux and Michael Mee                        |
| JGPソフィア杯         | メリル・デイヴィス and チャーリー・ホワイト             | アンナ・カッペリーニ and ルカ・ラノッテ           | アナスタシア・プラトノワ and アンドレイ・マキシミーシン |
| JGPクロアチア杯       | ナタリア・ミハイロワ and アルカジー・セルゲーエフ       | トリナ・プラット and トッド・ギレス               | クリスチーナ・ゴルシュコワ and ヴィタリー・ブチコフ     |
| JGPバルト杯           | アナスタシア・ゴルシュコワ and イリヤ・トカチェンコ     | エカテリーナ・ボブロワ and ドミトリー・ソロビエフ | ジェイン・サマーセット and エリオット・ペニングトン     |
| JGPSBC杯              | アナスタシア・プラトノワ and アンドレイ・マキシミーシン | Rina Thieleke and Sascha Rabe                     | Polina Jakobs and Alexander Baidukov                    |
| ISU JGPファイナル     | テッサ・ヴァーチュ and スコット・モイア                 | メリル・デイヴィス and チャーリー・ホワイト       | アンナ・カッペリーニ and ルカ・ラノッテ                 |

## 各国メダル数
| 順 | 国・地域       | 金 | 銀 | 銅 | 計 |
| -- | -------------- | -- | -- | -- | -- |
| 1  | アメリカ合衆国 | 10 | 14 | 12 | 36 |
| 2  | ロシア         | 10 | 9  | 9  | 28 |
| 3  | 日本           | 7  | 6  | 1  | 14 |
| 4  | カナダ         | 4  | 1  | 3  | 8  |
| 5  | 韓国           | 3  | 0  | 0  | 3  |
| 6  | スウェーデン   | 1  | 1  | 1  | 3  |
| 7  | ジョージア     | 1  | 0  | 1  | 2  |
| 8  | 中国           | 0  | 2  | 3  | 5  |
| 9  | イタリア       | 0  | 2  | 1  | 3  |
| 10 | ドイツ         | 0  | 1  | 1  | 2  |
| 11 | フィンランド   | 0  | 0  | 2  | 2  |
| 12 | エストニア     | 0  | 0  | 1  | 1  |
| 12 | フランス       | 0  | 0  | 1  | 1  |